# Sabanalarga (Atlántico)
Sabanalarga é um município no departamento de Atlántico, na Colômbia.